# Judit Magos
Judit Magos (* 19. Februar 1951 in Budapest; † 18. Oktober 2018) war eine ungarische Tischtennisspielerin. Sie war sechsfache Europameisterin.

## Werdegang
Magos begann mit 10 Jahren Tischtennis zu spielen, nachdem sie einer japanischen Auswahlmannschaft in Budapest zugeschaut hatte. Nach diesem Vorbild wählte sie den Penholdergriff. Sie trat dem Verein Statisztika Petőfi SC bei. Trainiert und gefördert wurde sie hier von Laszlo Ormai und dessen Gattin. Wegen ihres Talentes wurde sie in Kadern weiter gefördert, hier arbeitete sie mit dem Trainer Zoltán Berczik zusammen.

## Nationale Erfolge
1971 und 1972 wurde sie ungarische Meisterin im Einzel. Im Doppelwettbewerb siegte sie 1969 (mit Eszter Juhos), 1971, 1972, 1974, 1975 (jeweils mit Henriette Lotaller) und 1977 (mit Gabriella Szabó). Fünfmal gewann sie den Mixedwettbewerb: 1971, 1972, 1974, 1975 (jeweils mit István Jónyer) und 1980 (mit Tibor Klampár).
Mit der Mannschaft von Statisztika Petőfi SC gewann sie von 1969 bis 1984 15 Mal hintereinander die ungarische Meisterschaft, außerdem wurde 13 Mal der Europapokal der Landesmeister geholt.

## Europa- und Weltmeisterschaften
1974 gewann Magos in Novi Sad die Europameisterschaft im Einzel. Diesen Erfolg wiederholte sie 1978 in Duisburg. 1972 und 1974 wurde sie mit Henriette Lotaller Doppelmeister. 1972 und 1978 holte sie mit Ungarn die Mannschaftsmeisterschaft.
Von 1969 bis 1979 nahm sie an 6 Weltmeisterschaften teil. 1983 trat sie aus der ungarischen Nationalmannschaft nach 234 Einsätzen zurück.

## Spiel in Deutschland
In der Saison 1984/85 spielte Magos beim ATSV Saarbrücken. Mit dieser Mannschaft gewann sie 1985 die deutsche Meisterschaft und wurde deutscher Pokalsieger. 1985 kehrte sie nach Ungarn zurück und schloss sich dem Verein ESMZK Budapest an, zwei Jahre später wechselte sie zum deutschen Verein DJK Elversberg wo sie am Ende der Saison 1989/90 ihre aktive Laufbahn beendete.

## Ranglisten
1979 wurde sie in der Weltrangliste auf Platz 6–7 und in der Europarangliste auf Platz 1 geführt. Kurioserweise rangierte sie in diesem Jahr in der ungarischen Rangliste nur auf dem zweiten Platz hinter Zsuzsa Oláh.

## Privat
Magos war mit dem 20 Jahre älteren Balletttänzer an der ungarischen Staatsoper Ferencz Havas verheiratet. Im November 1975 wurde eine Tochter geboren. 1988 heiratete sie den deutschen Tischtennisspieler Peter Engel, der zurzeit (Stand Oktober 2018) im Centro de Alto Rendimiento von Sant Cugat del Vallès (Barcelona) arbeitet.

## Turnierergebnisse
| Verband | Veranstaltung       | Jahr | Ort          | Land | Einzel        | Doppel        | Mixed         | Team |
| ------- | ------------------- | ---- | ------------ | ---- | ------------- | ------------- | ------------- | ---- |
| HUN     | Europameisterschaft | 1982 | Budapest     | HUN  | Viertelfinale | Halbfinale    |               |      |
| HUN     | Europameisterschaft | 1980 | Bern         | SUI  | Viertelfinale |               | Viertelfinale | 2    |
| HUN     | Europameisterschaft | 1978 | Duisburg     | FRG  | Gold          | Silber        |               | 1    |
| HUN     | Europameisterschaft | 1974 | Novi Sad     | YUG  | Gold          | Gold          | Viertelfinale | 2    |
| HUN     | Europameisterschaft | 1972 | Rotterdam    | NED  | Viertelfinale | Gold          | Halbfinale    | 1    |
| HUN     | EURO-TOP12          | 1982 | Nantes       | FRA  | 8             |               |               |      |
| HUN     | EURO-TOP12          | 1981 | Miskolc      | HUN  | 4             |               |               |      |
| HUN     | EURO-TOP12          | 1980 | München      | FRG  | 10            |               |               |      |
| HUN     | EURO-TOP12          | 1979 | Kristianstad | SWE  | 7             |               |               |      |
| HUN     | EURO-TOP12          | 1978 | Prag         | TCH  | 8             |               |               |      |
| HUN     | EURO-TOP12          | 1977 | Sarajevo     | YUG  | 6             |               |               |      |
| HUN     | EURO-TOP12          | 1976 | Lübeck       | FRG  | 10            |               |               |      |
| HUN     | EURO-TOP12          | 1975 | Wien         | AUT  | 8             |               |               |      |
| HUN     | EURO-TOP12          | 1974 | Trollhatten  | SWE  | 3             |               |               |      |
| HUN     | EURO-TOP12          | 1973 | Böblingen    | FRG  | 2             |               |               |      |
| HUN     | Weltmeisterschaft   | 1983 | Tokio        | JPN  | letzte 32     | letzte 64     | letzte 32     | 9    |
| HUN     | Weltmeisterschaft   | 1981 | Novi Sad     | YUG  | letzte 32     | letzte 16     | Scratched     | 7    |
| HUN     | Weltmeisterschaft   | 1979 | Pyongyang    | PRK  | letzte 16     | Viertelfinale | letzte 64     | 5    |
| HUN     | Weltmeisterschaft   | 1977 | Birmingham   | ENG  | letzte 64     | letzte 32     | Viertelfinale | 5    |
| HUN     | Weltmeisterschaft   | 1975 | Calcutta     | IND  | letzte 64     | letzte 32     | letzte 16     | 4    |
| HUN     | Weltmeisterschaft   | 1973 | Sarajevo     | YUG  | letzte 32     | Viertelfinale | letzte 16     | 4    |
| HUN     | Weltmeisterschaft   | 1971 | Nagoya       | JPN  | letzte 32     | letzte 32     | letzte 32     | 9    |
| HUN     | Weltmeisterschaft   | 1969 | München      | FRG  | letzte 32     | letzte 32     | letzte 64     | 12   |